# Kraljica (Album)
Kraljica (Königin) ist das vierte Studioalbum der Turbo-Folk-Sängerin Seka Aleksić, das von Dejan Abadić arrangiert wurde. Es wurde am 23. November 2007 vom Plattenlabel Grand Production veröffentlicht. Mit einer Auflage von 300.000 war es gemäß der Nationalbibliothek Serbiens das erfolgreichste inländische Album des Jahres.

## Titelliste
1. Kraljica (Königin) – 3:53
 Text & Musik: Dragan Brajović Braja
2. Aspirin (Aspirin) – 3:45
 Text & Musik: Filip Miletić und Miloš Roganović
3. Boli stara ljubav (Alte Liebe schmerzt) – 3:19
 Text: Marina Tucaković, Musik: Aleksandar Perišić Romario
4. Poslednji let (Letzter Flug) – 5:01
 Text & Musik: Dragan Brajović Braja
5. Nije ona ta (Sie ist nicht die eine) – 3:13
 Text & Musik: Dragan Brajović Braja
6. Milostinja (Almosen) – 3:42
 Text & Musik: Dragan Brajović Braja
7. Hirošima (Hiroshima) – 3:03
 Text: Marina Tucaković, Musik: Aleksandar Perišić Romario
8. Tesna koža (Enge Haut) – 4:05
 Text & Musik: Dragan Brajović Braja
9. Impulsi (Impulse) – 2:51
 Text: Marina Tucaković, Musik: Aleksandar Perišić Romario
10. Sokole moj (Mein Falke) – 3:45
 Text & Musik: Dragan Brajović Braja
11. Reci gde smo mi (Sag mir wo wir sind) – 3:35
Text & Musik: Sergej Ćetković